# Teeters Nunatak
Teeters Nunatak är en nunatak i Antarktis. Den ligger i Västantarktis. Inget land gör anspråk på området. Toppen på Teeters Nunatak är 615 meter över havet, eller 223 meter över den omgivande terrängen. Bredden vid basen är 0,48 km.
Terrängen runt Teeters Nunatak är huvudsakligen platt. Teeters Nunatak är den högsta punkten i trakten. Trakten är obefolkad. Det finns inga samhällen i närheten.